# Colina Kwamtta
Colina Kmwatta (Kamwatta Hill en Inglés) es una comunidad de la Región Barima-waini, en el norte de Guyana, a una Altitud de 34 metros a la altura del nivel del mar. Su población es de aproximadamente 600 habitantes en el 2002. La comunidad comenzó a recibir electricidad en 2006 cuando Monty Niathally, propietario de Variety Woods y Greenheart Limited, donó un generador de diésel. La ciudad está ubicada dentro de Guayana Esequiba, una región reclamada por Venezuela.